# 노르스크 하이드로
노르스크 하이드로(노르웨이어: Norsk Hydro 노르스크 휘드로[*])는 노르웨이의 에너지 기업이다.

## 역사
- 1905년 - 노르웨이 하이드로-일렉트릭 니트로겐을 설립했고,
- 1907년 - 노르웨이 노토덴에 첫 공장을 세웠다.
- 2000년 - 미국에서 일련의 알루미늄 압출 성형 공장을 보유한 웰스 알루미늄을 인수했다.
- 2003년 - 로고 변경
- 2004년 - 비료부문은 야라인터내셔널(영어판)을 분사,
- 2007년 - 폴리머부문은 이네오스에 매각하였다.
- 2018년 - 15년만에 다시 현재의 로고를 바꿨다.